# Piotr Andruszkiewicz
Piotr Andruszkiewicz (ur. 20 listopada 1893 w Ejszyszkach, zm. 10 listopada 1969 w Żarach) – oficer Armii Polskiej we Francji i Wojska Polskiego II Rzeczypospolitej, kawaler Orderu Virtuti Militari.

## Życiorys
Urodził się w Ejszyszkach w rodzinie Antoniego i Rozalii z Niedźwieckich. W 1906 ukończył szkołę ludową w Ejszyszkach, a w 1910 przeniósł się do Odessy, gdzie podjął pracę zarobkową. W 1913 wyemigrował do Stanów Zjednoczonych. Tam pracował jako robotnik kolejowy.
W 1917 wstąpił ochotniczo do Błękitnej Armii gen. Józefa Hallera. Skierowany na kurs oficerski do Kanady, ukończył go i 29 marca 1918 promowany został na stopień podporucznika. Od 2 czerwca dowodził plutonem w 2 pułku strzelców polskich. 11 stycznia 1919 awansował został na stopień porucznika. W maju 1919, wraz z Armią Hallera, wrócił do Kraju. Na czele 9 kompanii 44 pułku strzelców kresowych wziął udział w wojnie polsko-ukraińskiej i polsko-bolszewickiej. W październiku 1921 został przeniesiony do rezerwy. Wrócił do rodzinnych Ejszyszek, gdzie prowadził gospodarstwo rolne. 1 marca 1935 został pracownikiem Poczty Polskiej w Lidzie.  We wrześniu 1939 zmobilizowany został do sztabu OK III Grodno.  Podczas okupacji sowieckiej ukrywał się. W 1950 deportowany wraz z rodziną w okolice Chabarowska. W 1956 powrócił do Polski i zamieszkał w Żarach.
Zmarł w Żarach w 1969 i spoczywa na miejscowym cmentarzu.
Od 1922 żonaty, miał dzieci: Mariana, Jana, Aleksandra, Stanisława i Wandę. 

## Odznaczenia
- Krzyż Srebrny Orderu Wojskowego Virtuti Militari[2][3] nr 5642[a] – 27 września 1922[4]
- Krzyż Walecznych – trzykrotnie[1]